# Sally Nyolo
Sally Soleïnie Nyolo, née en 1965 à Eyeng-Meyong dans la région du Centre au Cameroun est une autrice-compositrice-interprète, productrice et comédienne camerounaise. Elle est une artiste majeure des musiques du monde, reconnue pour sa valorisation des musiques africaines sur les grandes scènes des quatre continents.
Elle a produit et participé à de nombreux albums, musiques de films, spectacles et a réalisé sept albums solo. Elle a fait partie du groupe vocal Zap Mama. Figurant au Musée de National de l'Histoire de l'Immigration (Paris) et au Musée National du Cameroun (Yaoundé), elle est lauréate Prix découverte RFI, du prix de la Francophonie, du prix USA Songwritting Competition, hommage de la SACEM, et médaille du chevalier de l’Ordre de la Valeur.
Artiste engagée socialemement, elle est l’une des femmes leader du Réseau FMI Cameroun de Christine Lagarde, marraine de l’Institut Responsabilité Sociétale des Entreprises - Afrique, marraine de Dirigeantes (réseau et magazine de promotion de l’entrepreneuriat féminin) et Ambassadrice UNICEF contre le mariage des enfants. 

## Biographie
Sally Nyolo est originaire du Centre du Cameroun. Elle est née en pays Eton, dans le petit village de Eyeng-Meyong, paroisse Saint-Luc-de-Tala dans l'arrondissement de Monatélé, département de la Lekié, région du Centre. Eyen-Meyong est situé à 70 km à l'ouest de la ville de Yaoundé. Elle quitte son pays natal à l'âge de 13 ans pour s'installer à Paris où elle vit depuis. Au cours de son adolescence, elle chante dans plusieurs groupes avant d'en faire une activité permanente à l'époque de la fac.
Sally construit son expérience professionnelle de 1982 à 1994, comme choriste d'abord en travaillant avec de nombreux artistes français ou africains comme Jacques Higelin, Sixun, Nicole Croisille, Touré Kunda, Princess Erika et bien d'autres...
Sally Nyolo compose également et elle entame parallèlement sa carrière solo en 1991 en composant la musique du feuilleton radiophonique Le jeune Joseph qui est alors diffusé sur France Culture. L'année suivante, le producteur Philippe Souaille la contacte pour travailler sur la bande originale du film Ashakara, de Gérard Louvain où elle interprète le titre du générique Semengue, album publié chez BMG.
En 1993, Sally monte son groupe et elle se produit dans de nombreuses salles parisiennes et est invitée au mois d'août au prestigieux festival de world music lancé par Peter Gabriel, le Womad. L'année suivante, elle enregistre sur son label, Real World, un premier album de quatre titres sur lequel la chanson Djini Djome est particulièrement remarquée.

### Zap Mama
Peu après, Sally rencontre Marie Daulne, leader du groupe belge Zap Mama qui lui propose de rejoindre le groupe. Cette rencontre marque les débuts de l'aventure de ce groupe de polyphonies vocales. Sally compose Les Mamas des Mama qui figure sur le deuxième album du groupe Sabsylma publié sur le label belge Crammed Discs. Les Zap Mama entament alors une série de concerts aux quatre coins de la planète durant lesquels seront enregistrés deux disques live, l'un au Japon et l'autre à Montreux.
En 1996, Sally Nyolo enregistre son premier album en solo, intitulé Tribu, publié par le label Lusafrica. Tous les titres, chantés en Eton (sa langue natale), sont écrits et composés par Sally, à l'exception de Tamtam qu'elle a cocomposé avec Sylvin Marc.

### Découverte RFI 97

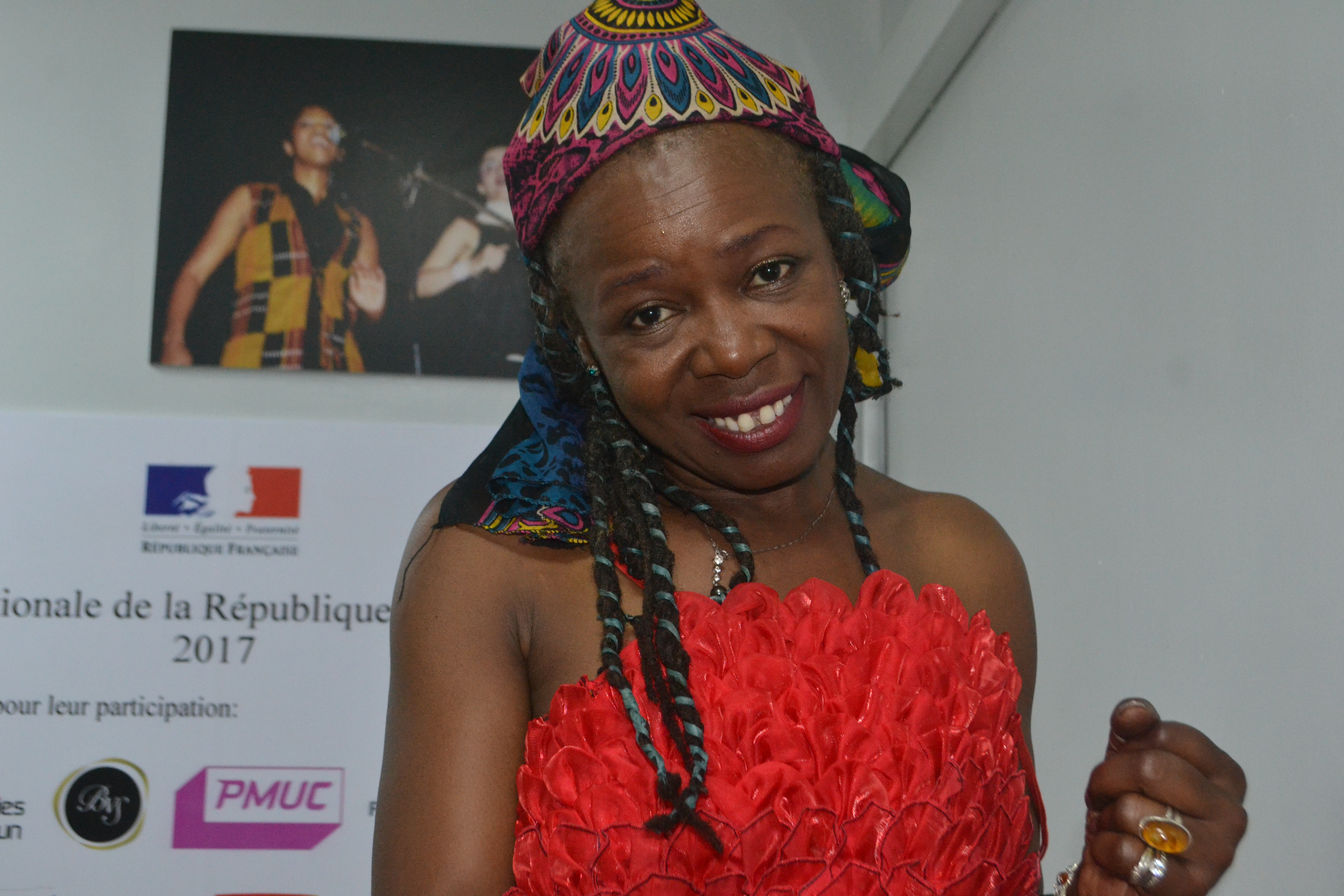
Sally Nyolo en janvier 2018.

En juin 1997, Sally Nyolo reçoit le prix Découverte 97 attribué par Radio France internationale. Le jury, présidé par Manu Katché, consacre ainsi l'album Tribu, pour ses qualités artistiques, et Sally Nyolo, comme l'un des espoirs les plus sérieux de la nouvelle génération des musiciens africains. L'album s'est vendu à 300 000 exemplaires dans le monde, dont 100 000 aux États-Unis.
L'essai est transformé en mai 1998 avec le second album Multiculti, qui se place à nouveau dans la veine du métissage. La jeune Camerounaise prouve sa grande connaissance des sons traditionnels de son continent qu'elle rhabille subtilement. Le 28 mai, elle inaugure sa tournée au New Morning à Paris.
D'août à septembre 1998, Sally Nyolo entreprend une tournée d'une vingtaine de dates à travers les États-Unis et le Canada, où elle connaît un certain succès depuis ses débuts. Dès son retour en Europe, elle continue sa tournée en Espagne, à l'Île de la Réunion puis en France jusqu'à la fin de l'année. En décembre, elle fait une apparition lors d'un concert de Jacques Higelin à la Cité de la Musique à Paris.
En janvier 2000, Sally Nyolo sort son troisième album, Beti, du nom d'une tribu africaine. Enregistré en partie au Cameroun, cet album tente de capturer l'essence du bikutsi, rythme né dans les régions forestières du centre du pays. Au cours de la tournée qui suit au printemps 2000, Sally se fait l'ambassadrice de cette musique auprès du public français, mais aussi des Allemands en mai et des Québécois en juillet avec, en préambule, un passage remarqué dans son pays d'origine du 1er au 7 mai pour les Rencontres Musicales de Yaoundé.
En mars 2001, elle est l'une des nombreuses interprètes du titre Que serais-je demain ? en tant que membre du collectif féminin Les Voix de l'espoir créé par Princess Erika. Au cours de l'été 2001, la chanteuse donne une tournée européenne à travers la France, l'Espagne, l'Italie, le Portugal et la Suisse. Elle participe notamment au World Music Festiv'Alpe de Château-d'Œx dans le canton de Vaud en Suisse romande. De 2015 à 2018 elle fait partie du jury des Trophées Francophones du Cinéma.

### Albums solo
Après Tribu, Multiculti et Béti, paraît Zaïone, son quatrième album (2002). Elle y accommode son bikutsi à de nouvelles couleurs en partant à la rencontre d'artistes français pour une série de duos avec Nicoletta, Nina Morato, Muriel Moreno ou Jean-Jacques Milteau. Avec sa copine camerounaise Princess Erika, elle flirte avec le reggae dans Jah Know qui est le premier single de l'album.
Après quatre dates à Paris fin novembre à l'Opus Café, elle entame une tournée en Allemagne et en Suisse en mars 2003 avant de s'envoler pour le Japon où elle joue le 19 mars au club Quattro de Tokyo dans le cadre de la Semaine de la Francophonie. Sally retrouve sa terre natale en mai à l'occasion de concerts qu'elle donne à Douala dans le cadre du festival international de voix de femmes, Douala Massao. La dimension internationale qu’a prise sa carrière se confirme en 2004 puisqu’elle joue en Italie, en Belgique ainsi qu’à Londres dans le cadre de l’African Music Festival.
- En 2007, paraît Mémoire du Monde (Pias/Cantos).
- En 2011, paraît La Nuit à Fébé (Sony/RCA)
- En 2014, paraît Tiger Run (World Music Network / Riverboat)

### Musiques pour d'autres créations
- Le Jeune Thomas, feuilleton radiophonique de Radio France ;
- Ashakara, film de Gérard Louvin ;
- Blue in the face, de Paul Auster ;
- Bonjour Antoine, de Radu Mihaileanu (M6) ;
- Graine de Tonnerre, de Gérard Pont, Notes de Voyage (France3) ;
- Petits pas, de François Bergeron ;
- Elle est l'auteur et chante la musique du téléfilm Colombine (de Dominique Baron, avec Corinne Masiero, musique de Christophe Lapinta), produit et diffusé par TF1 le 16 septembre 2019.

### Participations
- Elle a composé pour Yannick Noah (No Mèléne Me Ziga Nda, chanson de l'album Yannick Noah, Sony, 2000);
- Elle participe à l'enregistrement et joue sur scène la chanson L'un avec l'autre de Luc Plamondon, thème des Jeux de la Francophonie de 2001, avec Garou, Isabelle Boulay, Lââm, Natasha St-Pier…
- Avec les chanteurs brésiliens Martinho da Vila (“O nêga”, 2004) et Ricardo Vilas (“Deixa como está”, 2009) pour des duos et une collaboration avec Adão Daxalebaradã (2003);
- Featurings avec les rappeurs gabonais Lord Ekomy Ndong (“Exilé” 2003) et japonais Shingo2 (“Tilé” Remix);
- En mars 2005, elle participe à une création de David Murray, Pouchkine, présentée au festival Banlieues Bleues en région parisienne, puis en Italie.
- Elle chante avec Tryo, sur leur tournée des Zéniths de France en 2008-2009, leur nouvelle chanson "Tombé mal” et participe à leur dernière date à Bercy en décembre 2009. Elle sera aussi présente en 2013, chantant avec le groupe leur chanson Les Anciens.
- “Yosakoi Naruko Odori”, reprise du folklore japonais pour le festival Yosakoi (2017);

### Réalisation et production musicale
Sally Nyolo réalise tous ses albums solo. Elle est membre de la SCPP.
En 2005, elle fonde aussi un studio à Yaoundé et deux associations (APMC et Akaman), afin de participer au développement de la scène musicale. Un premier album d'artistes camerounais est sorti, fin 2006 : Sally Nyolo & The Original Bands of Yaoundé / Studio Cameroon (World Music Network).
Elle réalise également un album de Dan Ar Braz (Les Perches du Nil, Sony, 2007), de la chanteuse japonaise Anyango (Teï Molo, Jowe Music, 2011), un album en duo avec le joueur de kora guinéen Djeli Moussa Diawara (Mvetkora, 2017), un album de musique instrumentale (Cameroun, RFI, 2018).
En 2016, elle est nommée Ambassadrice UNICEF pour le Cameroun et entame une campagne de lutte contre le mariage des enfants, qui aboutit en 2018 à la création et à la production de la comédie musicale Zayèné, toujours à l'affiche.

## Distinctions
- Chevalier de l'ordre de la Valeur